# 施蒂芬霍芬
施蒂芬霍芬是德国巴伐利亚州的一个市镇。总面积28.98平方公里，总人口1774人，其中男性860人，女性914人（2011年12月31日），人口密度61人/平方公里。